# Graham Drinkwater
Charles Graham Drinkwater (22. února 1875, Montréal, Québec, Kanada – 27. září 1946) byl kanadský lední hokejista.

## Kariéra
Než se stal jedním z prvních profesionálních hokejistů, hrál hokej i americký fotbal. Vstoupil do fotbalového klubu Université McGill v Montréalu, ale v roce 1895 se definitivně rozhodl pro Victorias Montréal, se kterým pětkrát vyhrál Stanley Cup.
Posmrtně, v roce 1950, byl uveden do hokejové síně slávy.

## Klubové statistiky
| Sezona  | Klub                  | Soutěž      | Základní část | Základní část | Základní část | Základní část | Základní část | Play off | Play off | Play off | Play off | Play off |
| Sezona  | Klub                  | Soutěž      | Z             | G             | A             | B             | TM            | Z        | G        | A        | B        | TM       |
| ------- | --------------------- | ----------- | ------------- | ------------- | ------------- | ------------- | ------------- | -------- | -------- | -------- | -------- | -------- |
| 1892-93 | Victorias Montréal    | AHAC        | 3             | 1             | 0             | 1             | -             | -        | -        | -        | -        | -        |
|         |                       |             |               |               |               |               |               |          |          |          |          |          |
| 1894-95 | Victorias Montréal    | AHAC        | 8             | 9             | 0             | 9             | -             | -        | -        | -        | -        | -        |
| 1895-96 | Victorias Montréal    | AHAC        | 8             | 7             | 0             | 7             | -             | -        | -        | -        | -        | -        |
| 1895-96 | Victorias Montréal    | Stanley Cup | -             | -             | -             | -             | -             | 1        | 1        | 0        | 1        | -        |
| 1896-97 | Victorias Montréal    | AHAC        | 4             | 3             | 0             | 3             | -             | -        | -        | -        | -        | -        |
| 1896-97 | Victorias Montréal    | Stanley Cup | -             | -             | -             | -             | -             | 1        | 0        | 0        | 0        | -        |
| 1897-98 | Victorias Montréal    | AHAC        | 8             | 10            | 0             | 10            | -             | -        | -        | -        | -        | -        |
| 1898-99 | Victorias Montréal    | LCHA        | 6             | 0             | 0             | 0             | -             | -        | -        | -        | -        | -        |
| 1898-99 | Victorias de Montréal | Stanley Cup | -             | -             | -             | -             | -             | 2        | 1        | 0        | 1        | -        |